# Ан Иду-Тиве
Ан Иду-Тиве (на френски: Anne Idoux-Thivet) е френска писателка на произведения в жанра драма, исторически роман и документалистика.

## Биография и творчество
Ан Иду-Тиве е родена през 1975 г. във Вогезите, Франция. Завършва история и в продължение на 12 години преподава история и география в гимназия. Като историк публикува статии в местни списания. През 2005 г. синът ѝ е диагностициран като аутист и тя отделя голяма част от времето си в неговото отглеждане и пише дневник като майка на аутист. През 2009 г. публикува книгата си „Ecouter l'Autisme“ (Да чуем аутизма) и започва да води блог посветен на аутизма. Изкарва специализиран курс във Висшия национален институт за изследвания и обучение на деца с ограничени възможности (INSHEA), след което специализира в обучаването на деца с увреждания и става координатор на програма за училищно включване на деца с ограничени възможности. През 2014 г. решава да се посвети изцяло на децата си и на писателската си кариера.
Първият си исторически роман „27, rue de la Bienfaisance“ публикува самостоятелно в „Librinova“ през 2016 г. Той печели наградата на конкурса „Charleston Librinova“.
През 2018 г. е издаден романът ѝ „Работилничка за спомени“. Алис е самотна в къщата на покойната си баба в Северна Франция. Не намирайки работа в сферата на академичните социологически изследвания., решава да организира работилнички по писане в два дома за стари хора. Историите на нейните ученици ѝ откриват неочаквани страни на живота, и тя започва да води часове по творчество и в начално училище. Създадените приятелства ѝ помагат самата тя до открие любовта.
В основата на нейните произведения винаги са приятелството, взаимопомощта и изкуствата.
Ан Иду-Тиве живее със семейството си в Елзас, Франция.

## Произведения

### Самостоятелни романи
- 27, rue de la Bienfaisance (2016, самостоятелно)
- L'homme qui tutoie les paintres (2017, самостоятелно)
- L'Atelier des Souvenirs (2018)
Работилничка за спомени, изд.: ИК „Кръгозор“, София (2019), прев. Божидарка Чобалигова
- Les Prunelles d'Émérencie (2019)

### Документалистика
- Ecouter l'Autisme (2009)